# 费尔南·布伊松
费尔南·布伊松(Fernand Bouisson，法語：[fɛʁnɑ̃ bwisɔ̃]; 1874年6月16日—1959年12月28日) 法国第三共和国政治家。1927年到1936年担任众议院议长，1935年短暂出任总理。

## 布伊松政府, 1935年6月1日—7日
- 费尔南·布伊松 – 总理兼内政部长
- 乔治·佩诺(Georges Pernot) – 副总理兼司法部长
- 皮埃尔·赖伐尔 – 外交部长
- 路易·莫兰(Louis Maurin) – 陆军部长
- 约瑟夫·卡约 – 财政部长
- 卢多维克-奥斯卡·弗罗萨尔(Ludovic-Oscar Frossard) – 劳工部长
- 弗朗索瓦·佩特里(François Piétri) – 海军兼临时商船部长
- 维克多·德南(Victor Denain) – 空军部长
- 马里奥·鲁斯坦(Mario Roustan) – 国家教育部长
- 卡米勒·佩费蒂(Camille Perfetti) – 养老金部长
- 保罗·雅基耶(Paul Jacquier) – 农业部长
- 路易·罗兰(Louis Rollin) – 殖民地部长
- 约瑟夫·帕加农(Joseph Paganon) – 公共工程部长
- 路易·拉丰(Louis Lafont) – 公共卫生和体育部长
- 乔治·芒代尔 – 邮政、电报和电话部长
- 劳伦·埃纳克(Laurent Eynac) – 工商部长
- 爱德华·赫里欧 – 国务部长
- 路易·马朗(Louis Marin) –  国务部长
- 菲利普·贝当 –  国务部长

| 官衔                        | 官衔          | 官衔                 |
| --------------------------- | ------------- | -------------------- |
| 前任： 皮埃尔-埃蒂安·弗朗丹 | 法国总理 1935 | 繼任： 皮埃尔·赖伐尔 |